# Campeonato Mundial de Atletismo Sub-20 de 2022 - 200 m masculino
A prova dos 200 metros masculino do Campeonato Mundial de Atletismo Sub-20 de 2022 ocorreu entre os dias 3 e 4 de agosto de 2022, no Estádio Olímpico Pascual Guerrero, em Cali, na Colômbia.

## Recordes
Antes desta competição, os recordes mundiais e do campeonato nesta prova eram os seguintes:
|       | Nome               | Nacionalidade  | Tempo | Local       | Data                |
| ----- | ------------------ | -------------- | ----- | ----------- | ------------------- |
| WU20R | Erriyon Knighton   | Estados Unidos | 19.69 | Eugene      | 26 de junho de 2022 |
| CR    | Michael Norman Jr. | Estados Unidos | 20.17 | Bydgoszcz   | 22 de julho de 2016 |
| WU20L | Erriyon Knighton   | Estados Unidos | 19.49 | Baton Rouge | 30 de abril de 2022 |

Os seguintes recordes mundiais ou do campeonato foram estabelecidos durante esta competição: 
| Data        | Evento  | Nome                            | Nacionalidade     | Tempo | Notas                 |
| ----------- | ------- | ------------------------------- | ----------------- | ----- | --------------------- |
| 3 de agosto | Bateria | Letsile Tebogo                  | Botswana          | 19.99 | Recorde do campeonato |
| 4 de agosto | Final   | Blessing Afrifah Letsile Tebogo | Israel · Botswana | 19.96 | Recorde do campeonato |

## Medalhistas
| Ouro                   | Prata                | Bronze          |
| Blessing Afrifah (ISR) | Letsile Tebogo (BOT) | Calab Law (AUS) |

## Cronograma
Todos os horários são locais (UTC-5).
| Data        | Hora  | Evento    |
| ----------- | ----- | --------- |
| 3 de agosto | 08:25 | Bateria   |
| 3 de agosto | 12:35 | Semifinal |
| 4 de agosto | 15:00 | Final     |

## Resultados

### Bateria
Qualificação: Os 3 primeiros de cada bateria (Q) e os 3 tempos mais rápidos (q).
Vento:
 Bateria 1: -1.4 m/s, Bateria 2: +0.4 m/s, Bateria 3: +1.0 m/s, Bateria 4: -1.5 m/s, Bateria 5: -0.3 m/s, Bateria 6: -0.8 m/s, Bateria 7: +0.1 m/s
| Posição | Bateria | Atleta                 | Nacionalidade            | Tempo        | Notas           |
| ------- | ------- | ---------------------- | ------------------------ | ------------ | --------------- |
| 1       | 2       | Letsile Tebogo         | Botswana                 | 19.99        | Q,              |
| 2       | 5       | Blessing Afrifah       | Israel                   | 20.37        | Q, NU20R        |
| 3       | 5       | Juriel Quainoo         | Reino Unido              | 20.56        | Q               |
| 4       | 4       | Puripol Boonson        | Tailândia                | 20.68        | Q               |
| 5       | 7       | Calab Law              | Austrália                | 20.72        | Q               |
| 6       | 4       | Bradley Olifant        | África do Sul            | 20.73        | Q,              |
| 7       | 6       | Benjamin Richardson    | África do Sul            | 20.74        | Q               |
| 8       | 7       | Brandon Miller         | Estados Unidos           | 20.79        | Q               |
| 9       | 3       | Muhd Azeem Fahmi       | Malásia                  | 20.83 [.822] | Q, NU20R        |
| 10      | 2       | Renan Correa           | Brasil                   | 20.83 [.825] | Q,              |
| 11      | 3       | Aidan Murphy           | Austrália                | 20.85 [.841] | Q               |
| 12      | 3       | Bryan Levell           | Jamaica                  | 20.85 [.842] | Q               |
| 13      | 4       | Nazzio John            | Granada                  | 20.93        | Q,              |
| 14      | 5       | Adekalu Fakorede       | Nigéria                  | 20.94        | Q               |
| 15      | 6       | Anthony Smith          | Turquia                  | 20.96        | Q, NU20R        |
| 16      | 3       | José Rodríguez         | México                   | 21.00        | q,              |
| 17      | 7       | Oscar Manuel Baltan    | Colômbia                 | 21.02        | Q,              |
| 18      | 1       | Erik Erlandsson        | Suécia                   | 21.06        | Q               |
| 19      | 2       | Kakene Sitali          | Zâmbia                   | 21.07 [.068] | Q,              |
| 20      | 3       | Thawatchai Himaiad     | Tailândia                | 21.07 [.070] | q,              |
| 21      | 7       | Roko Farkaš            | Croácia                  | 21.08        | q,              |
| 22      | 5       | Tomás Mondino          | Argentina                | 21.15        | Recorde pessoal |
| 23      | 4       | Tobias Morawietz       | Alemanha                 | 21.17        |                 |
| 24      | 5       | Lundi Pinaemang        | Botswana                 | 21.19        | Recorde pessoal |
| 25      | 7       | Denzel Simusialela     | Zimbabwe                 | 21.21 [.202] |                 |
| 26      | 6       | José Figueroa          | Porto Rico               | 21.21 [.204] | Q               |
| 27      | 7       | Silviu-Daniel Munteanu | Roménia                  | 21.24 [.231] | Recorde pessoal |
| 28      | 1       | Loris Tonella          | Itália                   | 21.24 [.238] | Q               |
| 29      | 2       | Shakeem McKay          | Trinidad e Tobago        | 21.30 [.295] |                 |
| 30      | 2       | Wanyae Belle           | Ilhas Virgens Britânicas | 21.30 [.299] | Recorde pessoal |
| 31      | 6       | Kenny Tijani-Ajayi     | Noruega                  | 21.31 [.551] |                 |
| 32      | 1       | Wanya McCoy            | Bahamas                  | 21.38        | Q               |
| 33      | 6       | Daniel Kidd            | Canadá                   | 21.40 [.392] |                 |
| 34      | 4       | Jørgen Evensen Lund    | Noruega                  | 21.40 [.400] |                 |
| 35      | 3       | Revell Webster         | Trinidad e Tobago        | 21.42 [.412] |                 |
| 36      | 3       | Jernej Gumilar         | Eslovênia                | 21.42 [.420] |                 |
| 37      | 7       | Jakub Nemec            | Eslováquia               | 21.52        |                 |
| 38      | 2       | Jaiden Reid            | Ilhas Caimã              | 21.53        |                 |
| 39      | 1       | Niko Kangasoja         | Finlândia                | 21.56        |                 |
| 40      | 6       | Ogheneovo Mabilo       | Nigéria                  | 21.63        |                 |
| 41      | 1       | Devonric Mack          | São Vicente e Granadinas | 21.72        |                 |
| 42      | 1       | Jonathan Padilla       | México                   | 21.76        |                 |
| 43      | 5       | Alejandro Ricketts     | Croácia                  | 21.84        |                 |
| 44      | 4       | Adem Benyache          | Argélia                  | 21.97        |                 |
| 45      | 5       | Abdellah Ouhib         | Argélia                  | 22.02        |                 |
| 46      | 5       | Jerrold Alexis         | Seicheles                | 22.36        | Recorde pessoal |
| 47      | 3       | Diego González         | Porto Rico               | 27.83        |                 |
| 48      | 2       | Almond Small           | Canadá                   | 1:15.51      |                 |
| 49      | 6       | Bautista Diamante      | Argentina                | DNS          | DNS             |
| 50      | 6       | Izaias Alves           | Brasil                   | DNS          | DNS             |
| 51      | 1       | Emmanuel Rwotomiya     | Uganda                   | DNS          | DNS             |
| 52      | 1       | Laurenz Colber         | Alemanha                 | DNS          | DNS             |
| 53      | 4       | Sandrey Davison        | Jamaica                  | DNS          | DNS             |
| 54      | 7       | Shunki Tateno          | Japão                    | DNS          | DNS             |
| 55      | 2       | Sisínio Ambriz         | Portugal                 | DNS          | DNS             |

### Semifinal
Qualificação: Os 2 primeiros de cada bateria (Q) e os 2 tempos mais rápidos (q). 
Vento:
Bateria 1: -0.2 m/s, Bateria 2: -1.2 m/s, Bateria 3: +0.1 m/s
| Posição | Bateria | Atleta              | Nacionalidade  | Tempo        | Notas           |
| ------- | ------- | ------------------- | -------------- | ------------ | --------------- |
| 1       | 2       | Blessing Afrifah    | Israel         | 20.17        | Q, NU20R        |
| 2       | 3       | Letsile Tebogo      | Botswana       | 20.23        | Q               |
| 3       | 1       | Bryan Levell        | Jamaica        | 20.34        | Q,              |
| 4       | 2       | Benjamin Richardson | África do Sul  | 20.39        | Q               |
| 5       | 1       | Calab Law           | Austrália      | 20.42        | Q,              |
| 6       | 3       | Jeriel Quainoo      | Grã-Bretanha   | 20.43        | q               |
| 7       | 1       | Brandon Miller      | Estados Unidos | 20.57 [.285] | q               |
| 8       | 2       | Puripol Boonson     | Tailândia      | 20.61 [.285] |                 |
| 9       | 2       | Bradley Olifant     | África do Sul  | 20.75 [.291] |                 |
| 10      | 2       | Anthony Smith       | Turquia        | 20.83 [.292] | Q, NU20R        |
| 11      | 3       | Aidan Murphy        | Austrália      | 20.84 [.309] |                 |
| 12      | 3       | Adekalu Fakorede    | Nigéria        | 20.93 [.309] |                 |
| 13      | 2       | José Figueroa       | Porto Rico     | 20.94        | Recorde pessoal |
| 14      | 1       | Loris Tonella       | Itália         | 20.95        | Recorde pessoal |
| 15      | 1       | Muhd Azeem Fahmi    | Malásia        | 20.97        |                 |
| 16      | 1       | Renan Correa        | Brasil         | 20.98        |                 |
| 17      | 3       | Erik Erlandsson     | Suécia         | 21.03        |                 |
| 18      | 2       | Oscar Manuel Baltan | Colômbia       | 21.05        |                 |
| 19      | 1       | José Rodríguez      | México         | 21.13 [.447] |                 |
| 20      | 3       | Wanya McCoy         | Bahamas        | 21.23        |                 |
| 21      | 3       | Roko Farkaš         | Croácia        | 21.30        |                 |
| 22      | 3       | Kakene Sitali       | Zâmbia         | 21.30        |                 |
| 23      | 1       | Thawatchai Himaiad  | Tailândia      | 21.86        |                 |
| 24      | 2       | Nazzio John         | Granada        | 26.38        |                 |

### Final
A prova final foi realizada no dia 4 de agosto às 15:00. 
Vento: -1.0 m/s
| Posição           | Raia | Atleta              | Nacionalidade  | Tempo        | Notas                 |
| ----------------- | ---- | ------------------- | -------------- | ------------ | --------------------- |
| Medalha de ouro   | 5    | Blessing Afrifah    | Israel         | 19.96 [.954] | Recorde do campeonato |
| Medalha de prata  | 4    | Letsile Tebogo      | Botswana       | 19.96 [.960] | Recorde do campeonato |
| Medalha de bronze | 7    | Calab Law           | Austrália      | 20.48        |                       |
| 4                 | 6    | Benjamin Richardson | África do Sul  | 20.55        |                       |
| 5                 | 1    | Brandon Miller      | Estados Unidos | 20.64        |                       |
| 6                 | 3    | Bryan Levell        | Jamaica        | 20.72        |                       |
| 7                 | 2    | Jerel Quainoo       | Grã-Bretanha   | 20.73        |                       |
| 8                 | 8    | Anthony Smith       | Turquia        | 20.87        |                       |

Legenda
| Recorde mundial       | Recorde mundial (World record)               |                       | Recorde africano                      | Recorde africano (African) |                                           | Q | Classificado por posição (Qualified) |
| Recorde do campeonato | Recorde do campeonato (Championship record)  | Recorde da América    | Recorde da América (Americas)         | q                          | Classificado por melhor tempo (Qualified) |   |                                      |
| Melhor marca do ano   | Melhor marca do ano (World leading)          | Recorde asiático      | Recorde asiático (Asian)              | DNS                        | Não largou (Did not start)                |   |                                      |
| Recorde nacional      | Recorde nacional (National record)           | Recorde europeu       | Recorde europeu (European)            | DNF                        | Não terminou (Did not finish)             |   |                                      |
| Recorde pessoal       | Recorde pessoal do atleta (Personal best)    | Recorde da Oceania    | Recorde da Oceania (Oceania)          | DSQ / DQ                   | Desclassificado (Disqualified)            |   |                                      |
| Recorde da temporada  | Recorde da temporada do atleta (Season best) | Recorde sul-americano | Recorde sul-americano (South America) | NM                         | Sem marca (No mark)                       |   |                                      |